# Mamá al volante
Mamá al volante es una película colombiana de 2019 dirigida por Harold Trompetero con guion de Alejandro Matallana y Gilma Peña, protagonizada por Tatán Mejía, Maleja Restrepo, Ana María Sanchez, Carlos Hurtado, Diego Camargo y Valentina Lizcano. Fue estrenada en las salas de cine colombianas el 16 de mayo de 2019.

## Sinopsis
La película relata la historia de Fabiana, una madre que debe hacerse cargo del vehículo que le da el sustento al hogar y enfrentarse al mundo de los taxistas, mientras su esposo enfermo debe hacerse cargo de los quehaceres del hogar, sin mucho éxito.

## Reparto
- Maleja Restrepo es Fabiana.
- Tatán Mejía es Uber Martínez.
- Carlos Hurtado es Ricardo.
- Biassini Segura es Arley.
- Juan Felipe Aponte es Miguel.
- Diego Camargo
- Valentina Lizcano
- María Elvira Ramírez
- Tavo Bernate
- George Pinzón
- Diego Mateus
- Juan Sebastián Parada